# No. 148 Squadron RAF
 148 Eskadra  RAF  (ang. No. 148 Flight RAF) – brytyjska  jednostka lotnicza  RAF-u,  znana z przeprowadzenia serii lotów specjalnych ze zrzutami zaopatrzenia i broni w Europie w czasie II wojny światowej.  

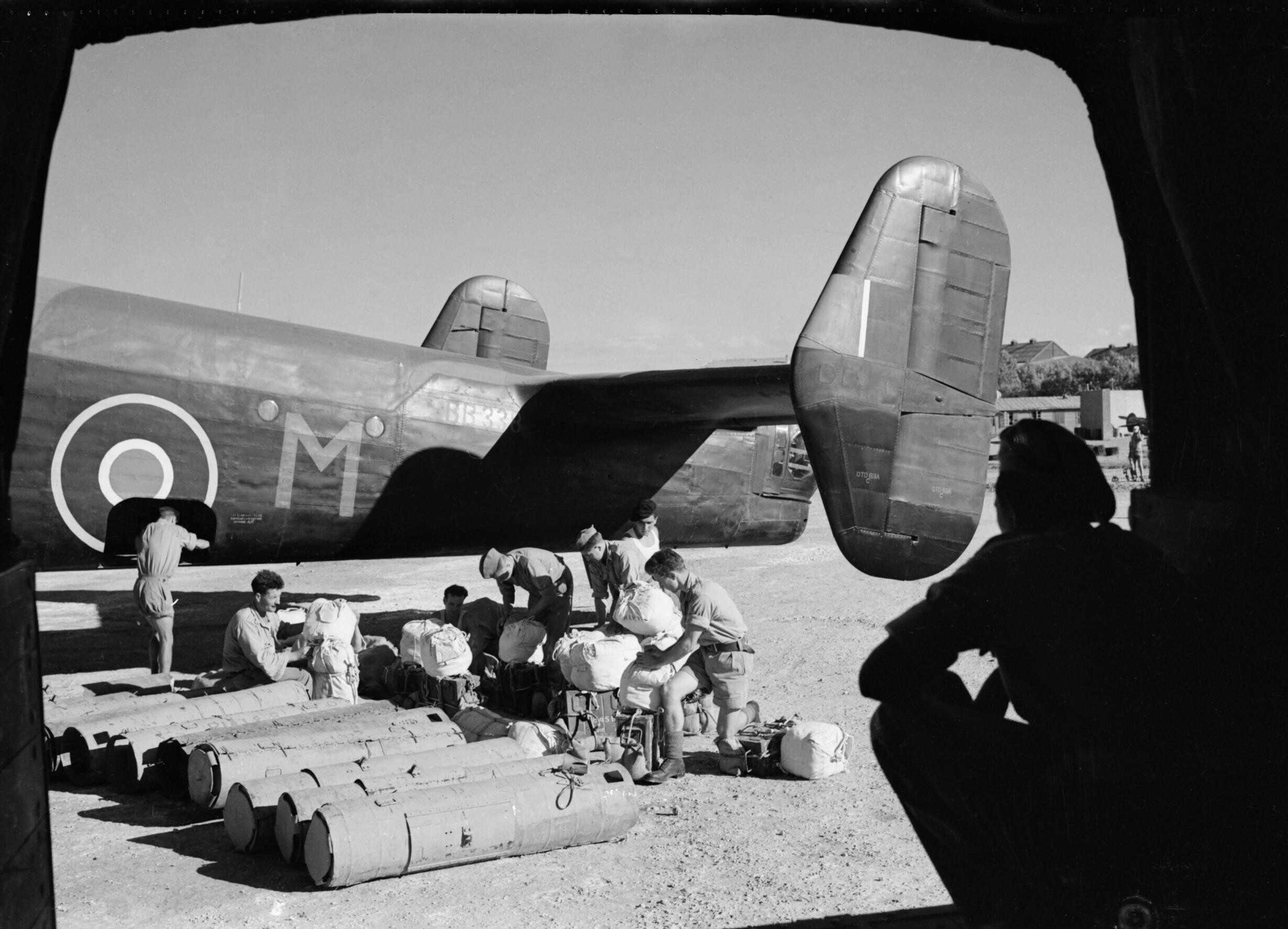
Lotnisko w Brindisi (Włochy) załadunek zasobników do samolotu 148 Eskadry z misją zaopatrzenia dla partyzantki Narodowej Armii Wyzwolenia Jugosławii

.

## I wojna światowa
Eskadrę utworzono na lotnisku w Andover 10 lutego 1918, 1 marca 1918 jednostkę przeniesiono na lotnisko w Ford Junction, gdzie został wyposażony w samoloty  Royal Aircraft Factory FE.2b, 25 kwietnia 1918 jednostkę ponownie  przeniesiono  do Francji. Do Wielkiej Brytanii powróciła 17 kwietnia 1918 r. lutego 1919 i została rozwiązana w Tangmere 4 lipca 1919.

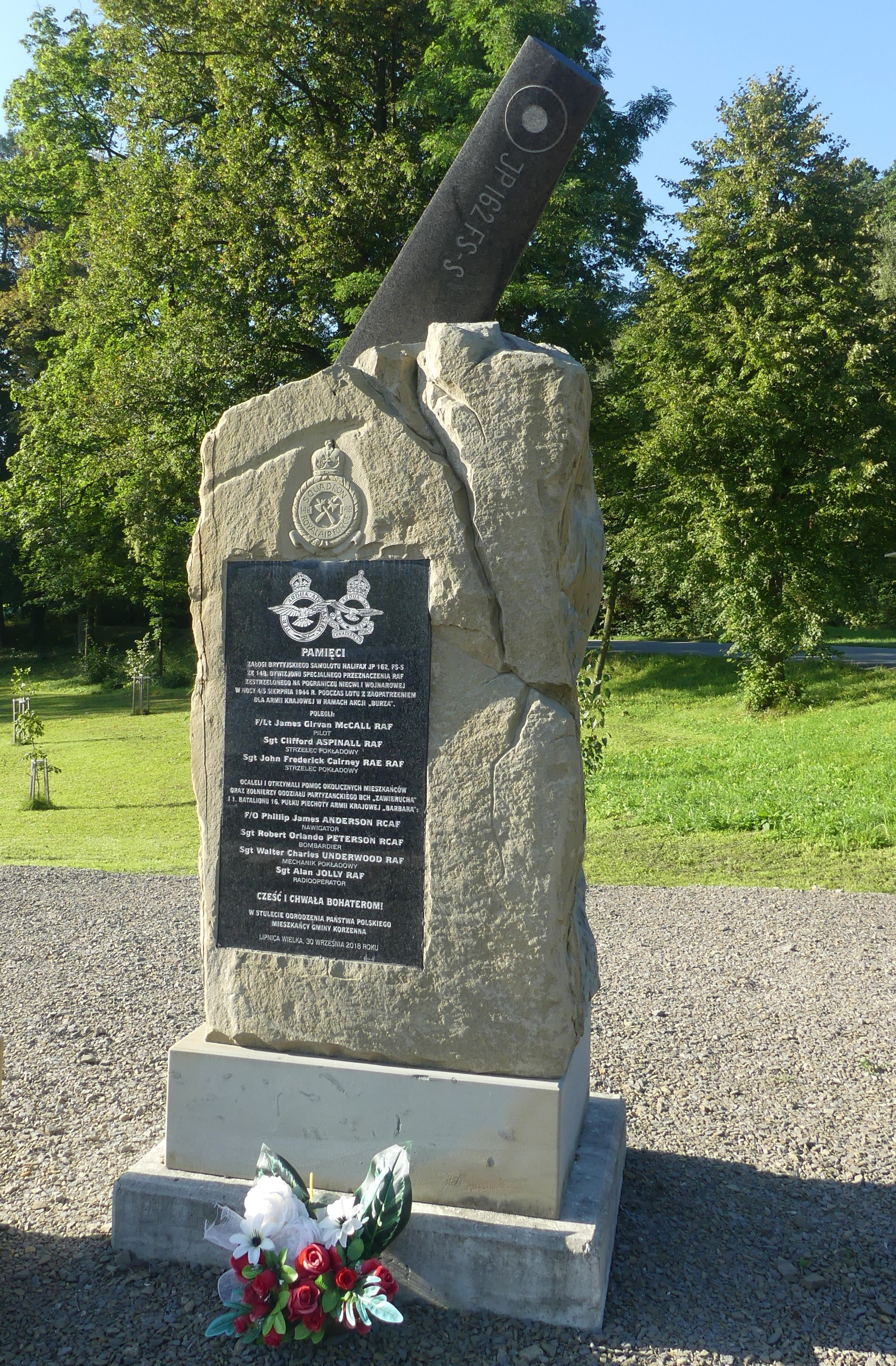
Pomnik lotników 148 Eskadry RAF w Lipnicy Wielkiej

## II wojna światowa
Esladra została przeformowana w bazie RAF w Scampton w dniu 7 czerwca 1937, dwukrotnie przenoszona, zanim została rozwiązana i przekształcona w 15. Jednostkę Szkolenia Operacyjnego (15 OTU)w kwietniu 1940 r. która podlegała No. 6 Group RCAF (Royal Canadian Air Force). Od grudnia 1940 eskadra przeprowadzała ataki bombowe na bazy Państwa Osi we Włoszech i Libii, loty wykonywano z baz na Malcie, a później z Egiptu. 
W 1943 jednostka została przeformowana w 1943 roku jako 148 Dywizjon Specjalnego Przeznaczenia RAF samoloty tej jednostki wykonywały misje specjalne na zlecenie Special Operations Executive (SOE), wykonywały loty z zadaniami zrzutów agentów, dywersantów oraz dostaw uzbrojenia i wyposażenia wojskowego dla partyzantów we  Francji, Grecji, Jugosławii. W styczniu 1944 roku eskadra przeniosła się do Brindisi na południu Włoch skąd wykonywała loty operacyjne także do Polski do maja 1945 roku.  Jeden z samolotów Halifax JP162 FS-S z 148 Eskadry w nocy 4/5 sierpnia 1944 po dokonaniu zrzutu ładunku dla partyzantów Armii Krajowej w czasie powrotu do bazy został ostrzelany przez niemiecki myśliwiec i uległ katastrofie w miejscowości Niecew koło Nowego Sącza. Trzech członków załogi samolotu którzy zginęli upamiętnia pomnik w miejscowości Lipnica Wielka. Tej samej nocy 1944 został zestrzelony także inny samolot 148 Eskadry RAF, był to Halifax JP-181 którego cała załoga zginęła. Poległych lotników upamiętnia Pomnik Lotników Alianckich w Dębinie Zakrzowskiej.

## Wyposażenie jednostki
Data wprowadzenia samolotów na wyposarzenie 148 Eskadry :
- 1918 – Royal Aircraft Factory FE.2b
- 1937 – Hawker Audax
- 1937 – Vickers Wellesley
- 1938 – Handley Page Heyford III
- 1939 – Vickers Wellington I
- 1939 – Avro Anson I
- 1940 – Vickers Wellington IC
- 1941 – Vickers Wellington II
- 1943 – Consolidated Liberator II
- 1943 – Handley Page Halifax II
- 1944 – Westland Lysander IIIA
- 1944 – Handley Page Halifax V
- 1944 – Short Stirling IV
- 1945 – Consolidated Liberator VI (wersja H)
- 1946 – Avro Lancaster B.1 (FE)
- 1949 – Avro Lincoln B.2
- 1956 – Vickers Valiant B1 and B(K).1
- 1957 – Vickers Valiant B(PR).1
- 1958 – Vickers Valiant B(PR)K.1

## Zimna wojna
Podczas zimnej wojny Eskadra 148 RAF wyposażana była w bombowce strategiczne Vickers Valiant, stacjonowała w  bazie lotniczej RAF w Marham w hrabstwie Norfolk (od 1 lipca 1956 do 1 maja 1965).

## Oznaczenia burtowe samolotów[6]
- BS - kwiecień 1939 - wrzesień 1939
- FS - marzec 1943 - styczeń 1945
- HI - listopad 1946- kwiecień 1951